# Борги
Борги (итал. Borghi) —  коммуна в Италии, располагается в области Эмилия-Романья, в провинции Форли-Чезена.
Население составляет 2 884 человек (01-01-2019), плотность населения составляет 95,4  чел./км². Занимает площадь 30 км². Почтовый индекс — 47030. Телефонный код — 0541.
Покровителем коммуны почитается святой Христофор (San Cristoforo), празднование 25 июля.

## Демография
Динамика населения:

## Администрация коммуны
- Официальный сайт: http://www.comune.borghi.fc.it/